# 요헨 린트

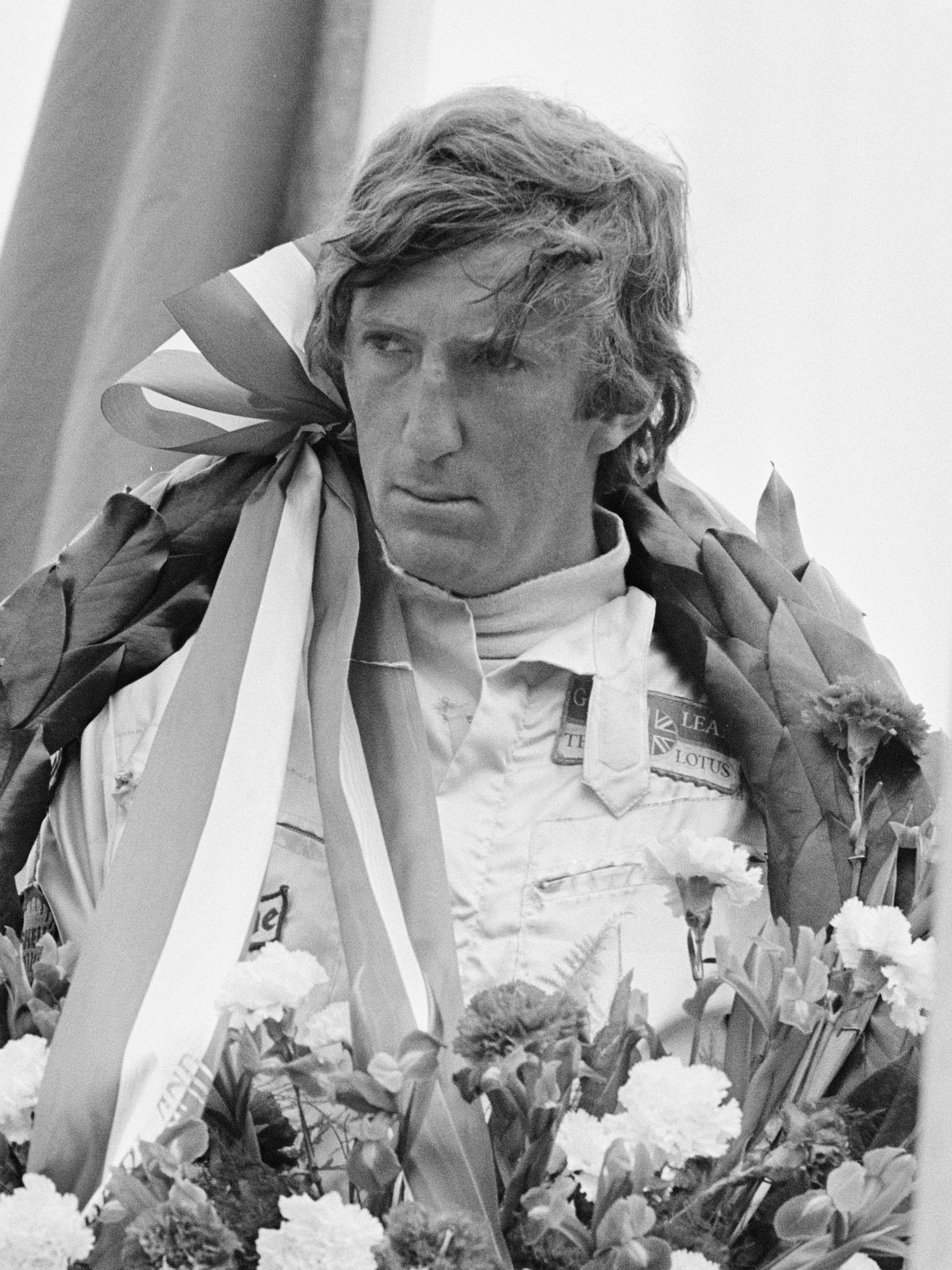
1970년 네덜란드 그랑프리에서의 모습

조헨 린트(Jochen Rindt, 요헨 린트, 본명: Karl Jochen Rindt, 독일어: [ˈjɔxn̩ ˈʁənt], 1942년 4월 18일 – 1970년 9월 5일)는 오스트리아 시민권이 아니라 독일인임에도 불구하고 경력 기간 동안 오스트리아 면허를 가지고 경쟁한 독일 태생의 레이싱 드라이버였다. 1970년에 이탈리아 그랑프리 연습 도중 사망했으며, 사후 포뮬러 원 월드 드라이버 챔피언십(F1 World Drivers' Championship)을 수상한 유일한 드라이버가 되었다.